# Julianów (Tomaszów Mazowiecki)
Pour les articles homonymes, voir Julianów.
Julianów est une localité polonaise de la gmina de Żelechlinek, située dans le powiat de Tomaszów Mazowiecki en voïvodie de Łódź.